# Lambaréné
Lambaréné är en stad i Gabon, huvudstad i provinsen Moyen-Ogooué. Den ligger i den centrala delen av landet, 150 km sydost om huvudstaden Libreville. Antalet invånare är 38 775. Vid staden finns en flygplats.